# Tubo scintillante

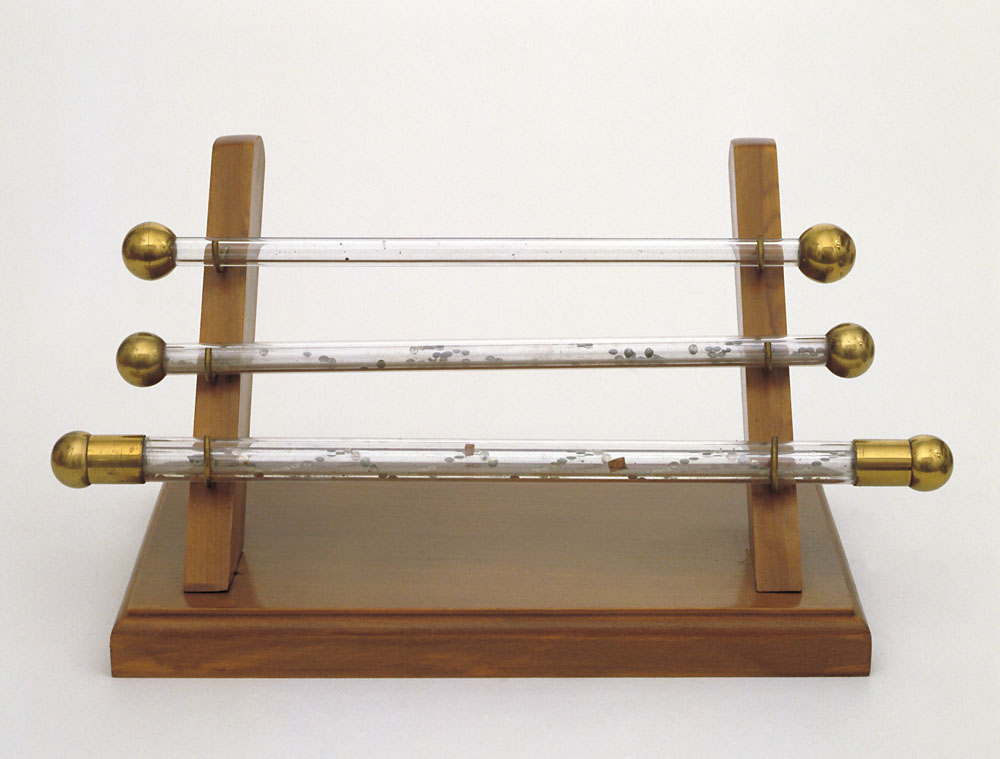
Tubi scintillanti al Museo Galileo, Firenze.

Il tubo scintillante è uno strumento elettrico. Conosciuti anche come "serpenti elettrici", questi oggetti erano popolari verso la fine del Settecento per l'effetto spettacolare che producevano nel buio.

## Descrizione
Il tubo scintillante è un dispositivo formato da due tubi di vetro, uno inserito dentro l'altro. Sulla superficie esterna del tubo interno sono incollati, a breve ed uguale distanza, dei cerchietti di stagnola disposti a spirale. Il tubo esterno presenta ghiere di ottone a entrambe le estremità, che sono in contatto con i cerchietti estremi della spirale. Quando un'estremità del tubo è tenuta in mano e l'altra viene avvicinata al conduttore di una macchina elettrostatica in funzione, fra le placchette scocca una serie di scariche luminose che formano una lunga spirale di fuoco.
Il Museo Galileo di Firenze conserva alcuni esemplari di tubo scintillante provenienti dalle collezioni lorenesi.